# الحفر المائي

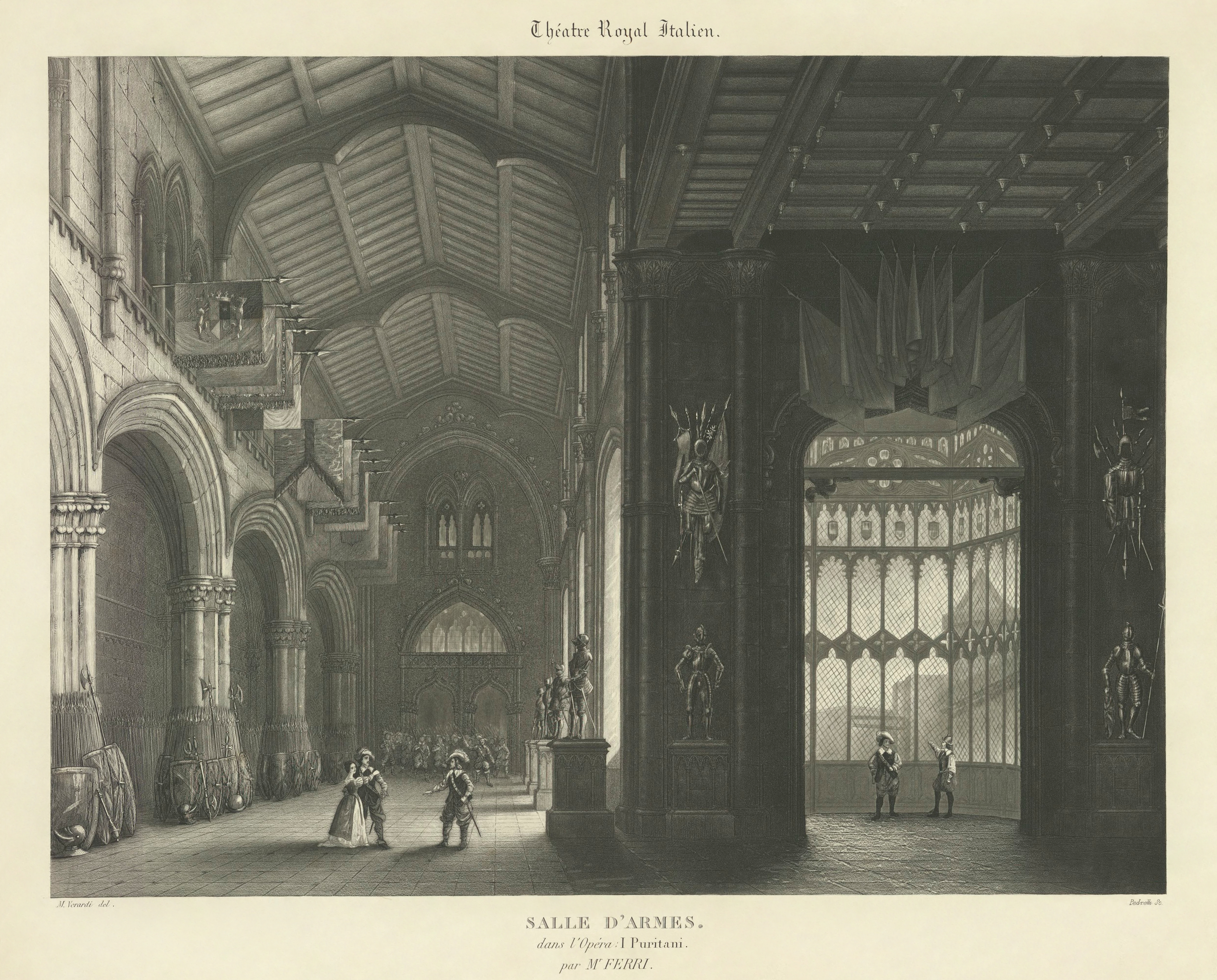
صورة لأكواتنت تعود لعام 1835.

الحفر المائي (بالإنجليزية: aquatint)‏ هو أحد أساليب الطباعة الغائرة، يتميز بقدرته على نقش مناطق متفاوتة في درجات الألوان على خلاف التنميش أو حفر الكليشيه الذي يُستخدم في نقش الخطوط فقط. ولهذا السبب تُستخدم تقنية الحفر المائي في معظم الأحيان بجانب أسلوب التنميش في الطباعة لإظهار معالم اللوحة. علاوة على ذلك، شاع استخدام الحفر المائي تاريخيًا في الطباعة بالألوان إما عن طريق استخدام عدة ألواح بألوان مختلفة، أو عن طريق طباعة اللوحة بلون واحد ثم تلوينها يدويًا باستخدام الألوان المائية.
اعتاد الناس استخدام هذا الأسلوب في أواخر القرن الثامن عشر، وشاع استخدامه في الفترة بين عام 1770 و1830 تحديدًا في كلٍ من المطبوعات الفنية والزخرفية معًا. وبعد انقضاء عام 1830 تقريبًا جرى استبدال الحفر المائي بالطباعة الحجرية وعدة أساليب أخرى. ظهرت عدة محاولات دورية من قبل الرسامين لإعادة إحياء هذا الأسلوب منذ ذلك الوقت. تتآكل ألواح الحفر المائي بسرعة شديدة نسبيًا، ومن الصعب إعادة النقش عليها من جديد مقارنة بأساليب الطباعة الغائرة الأخرى. أُعيدت طباعة معظم ألواح الرسام فرانثيسو غويا بصفة متكررة بعد وفاته، مما أدى إلى إنتاج ألواح رديئة الجودة.
من أبرز الأمثلة على الألواح المطبوعة بتقنية الحفر المائي: سلسلة الأعمال الكبرى لفرانثيسكو غويا، ومعظم الرسومات التوضيحية في كتاب «طيور أمريكا» لعالم الطيور جون جيمس أودوبون (لُونت تلك الرسومات يدويًا)، ومطبوعات الرسامة ماري كاسات التي لُونت باستخدام عدة ألواح ملونة بألوان مختلفة.

## التقنية
تنطوي أساليب الطباعة الغائرة (مثل النقش والتنميش) على حفر النقوش على سطح لوحة الطباعة (المصنوعة من النحاس أو الخارصين في حالة الاستعانة بتكنيك الحفر المائي) حتى يلتصق الحبر بها فقط دون الأجزاء الأخرى. وبعدها تُغطى اللوحة بأكملها بالحبر، ثم تُنظف جيدًا حتى يزول الحبر من بقية أجزاء اللوحة. ثم تُمرر اللوحة بمحاذاة ورقة الطباعة عبر آلة الطباعة التي تضغط بقوة على الورقة بحيث ينتقل الحبر الملتصق بنقوش اللوحة المعدنية إليها. ثم تُكرر تلك العملية عدة مرات. يتشابه أسلوب الحفر المائي مع التنميش في أنه يستخدم مثبت ألوان (مادة حامضية) لنقش اللوحة المعدنية. يعتمد أسلوب التنميش على استخدام إبرة لكشط المادة المقاومة للحمض ونقش خطوط اللوحة، بينما يعتمد أسلوب الحفر المائي على استخدام مسحوق ناعم من مادة قلقونية (تُدعى الحفر المائي) لإحداث تأثير تباين درجات الألوان. الحفر المائي هي مادة مقاومة للأحماض وهي تلتصق باللوحة المعدنية عن طريق التعرض للحرارة بدرجة مُتحكم فيها؛ بحيث تكون المناطق المُغطاة بالمادة القلقونية أقرب إلى اللون الأبيض، بينما تكون المناطق الأخرى أقرب إلى اللون الأسود. يمكن التحكم في درجات اللون عن طريق التحكم في مستوى التعرض للمادة الحامضة، مما يمكننا من تشكيل أجزاء كبيرة من الصورة في كل مرة. تُزال المادة القلقونية من اللوحة قبل الشروع في الطباعة.
من بين الطرق الأخرى لإظهار تفاوت الألوان: الميزوتنت؛ يتضمن هذا الأسلوب تخشين سطح اللوحة وتسنينها بشكل منتظم حتى ينتج عنها لوحة داكنة ومنتظمة من الحبر. وبعدها يُنعم سطح اللوحة ويُصقل في مناطق معينة لتقليل كمية لون الحبر الملتصق بها وتخفيف درجة لون الطباعة. أو يمكن تنفيذ نفس الأسلوب بطريقة أخرى؛ بدء العمل بلوحة ناعمة ومصقولة، ثم تخشين المناطق التي نرغب في جعلها داكنة اللون. وفي بعض الأحيان يمكن استخدام أسلوبي الحفر المائي والميزوتنت معًا.